# Lithiumdithionat
Lithiumdithionat ist eine anorganische Verbindung aus der Gruppe der Dithionate.

## Herstellung
Lithiumdithionat kann aus Lithiumsulfat und Bariumdithionat hergestellt werden. Es entsteht auch als Nebenprodukt in Batterien auf der Basis von Lithium und Schwefeldioxid, insbesondere, bei hohen Entladungsraten und hohen Temperaturen.

## Eigenschaften
Lithiumdithionat ist ein farbloser Feststoff, der leicht löslich in Wasser ist. Sein Dihydrat gibt zwischen 70 und 90 °C sein Kristallwasser ab. Ab 122 °C erfolgt Zersetzung unter Abgabe von Schwefeldioxid und ab 195 °C Zersetzung zu Lithiumsulfat. Die Verbindung ist ein vielversprechendes Material für die EPR-Dosimetrie. Die Empfindlichkeit der Methode wird deutlich gesteigert, wenn das Lithiumdithionat mit Rhodium (aus Rhodium(III)-chlorid) oder Nickel (aus Nickel(II)-chlorid) dotiert wird.